# Saint-Pierre-lès-Nemours
Saint-Pierre-lès-Nemours – miejscowość i gmina we Francji, w regionie Île-de-France, w departamencie Sekwana i Marna.
Według danych na rok 1990 gminę zamieszkiwały 5374 osoby, a gęstość zaludnienia wynosiła 249 osób/km² (wśród 1287 gmin regionu Île-de-France Saint-Pierre-lès-Nemours plasuje się na 319. miejscu pod względem liczby ludności, natomiast pod względem powierzchni na miejscu 61.).